# Escoles gregues
Les escoles gregues o escoles de pensament van ser associacions de matemàtics, els quals tenien unes idees semblants envers els coneixements que aporta la ciència. La història de la cultura grega va estar dividida en diferents períodes: el període hel·lènic, el període hel·lenístic i el període grecoromà. És una època en què hi ha grans avenços en la majoria de camps del coneixement.
A més, el nombre d'estudiosos de la matèria que van aparèixer en paral·lel al desenvolupament de la matemàtica va propiciar un gran desenvolupament a Grècia, que va rebre el reconeixement de totes les civilitzacions que s'han format en un futur.
A continuació, fem la classificació de totes les escoles que es van formar, per ordre cronològic.

## Període hel·lènic

### Escola jònica
Destaca per ser la primera escola de pensament fundada pels grecs. Va aparèixer a Milet amb un màxim exponent molt destacat: Tales de Milet. També apareixen personatges com Anaxímenes, Anaximandre i Heràclit.
Aquests estudiosos es recolzaven en una filosofia naturalista, és a dir, tenien una concepció naturalista sobre la realitat. Això significa que creien que la base d'allò perceptible a la Terra era un principi material. Per exemple, Tales creia que l'aigua és el principi de totes les coses, mentre que Anaxímenes creia que era l'aire i Anaximandre l'apeiron ('indeterminat').
Aquesta preocupació per la natura també s'anomenava Physis (per aquest motiu se'ls podia anomenar físics). Van ser els primers a qüestionar les explicacions mítiques i buscar-ne de lògiques. Aquest és el pas del mite al logos. Es buscava una explicació racional de la realitat, i no una d'arbitrària com fins aleshores. Aquesta recerca d'un principi com l'aigua, l'aire o l'apeiron, era la reflexió de l’arjé, que és l'origen, l'element i la causa pels quals es formà l'univers.
Tot i aquestes teories tan materialistes, els jònics creien en l'existència dels déus i de l'ànima. Això també es devia a la flexibilitat dels sacerdots o eclesiàstics de l'època sobre la varietat d'opinions, que no negaven en absolut. A més, era una societat molt autocrítica i oberta a nous mites i creences per a una millora permanent.
Tornant a Tales, aquest personatge tan destacat es considera el pare de l'astronomia, de la matemàtica i de la filosofia grega. Hi ha rumors que va pronosticar un eclipsi de sol i és considerat un dels set savis grecs. Se li atribueixen un gran seguit de descobriments, la majoria geomètrics, ja que va ser un gran estudiós de formes com la circumferència o el triangle. Sobre la circumferència va fer alguns descobriments, com seria que tot diàmetre d'una circumferència la divideix en dues parts iguals, o que l'angle inscrit en una circumferència que abasti el diàmetre ha de ser recte. Sobre els angles, també va aportar l'avenç que si dues rectes es tallen, els angles oposats pel vèrtex han de ser iguals.
En referència als triangles, va observar que els angles de la base (costat curt) d'un triangle isòsceles són iguals, i arribà a la conclusió que els angles són proporcionals a la mida del costat oposat en un triangle. També va observar que tota recta paral·lela a un dels costats del triangle divideix els altres en parts proporcionals. Això ens ha estat molt útil a l'hora de fraccionar un segment lineal en qualsevol nombre de parts. Aquest procediment és conegut com a teorema de Tales.

### Escola pitagòrica
Apareix al segle V aC. Els pitàgorics poden ser considerats més com a secta que no com a escola, ja que estudiaven i mesclaven matèries de tots els àmbits (ciència, religió, filosofia...), però no permetien atribuir-se o compartir els seus coneixements a aquells que no fossin de la secta.
La seva filosofia es basava en un objectiu principal: la purificació de l'ànima (orfisme), a nivell corporal i intel·lectual. Es va fer una reflexió religiosa sobre l'ànima i es defensà la seva immortalitat. A diferència dels jònics, els pitagòrics cerquen l'estructura o forma del cosmos, no els seus elements materials. El cosmos era l'univers, i significa ordre, organització, harmonia, bellesa. Tots els elements que el formen poden reduir-se a figures geomètriques, i aquestes a expressions numèriques. Si es volen conèixer els secrets d'aquest cosmos, cal estudiar les proporcions numèriques, ja que l'estructura del cosmos és matemàtica.
No es destacaven els descobriments individuals. Tot i així, hi havia un home per davant de l'escola: Pitàgores, nascut a l'illa de Samos, es pot considerar el seu fundador, encara que no es té clar cap coneixement sobre les diferents etapes de la seva vida, ja que la seva biografia pren un caràcter llegendari.
Pitàgores va fundar l'escola dels pitàgorics a Crotona, ja que de jove es va instal·lar en aquesta regió italiana i és on va adquirir la major part del que va arribar a saber.
El seu lema és "el nombre és el principi de totes les coses". Per això, es relaciona la música amb la matemàtica. Això ho feien jugant amb les mitjanes geomètriques, aritmètiques i harmòniques, que coneixien igual que les seves proporcions. Eren molt aficionats a la música i descobriren que aquesta era reduïble a nombres. També es matematitzen fenòmens naturals i funden la matemàtica com a sistema deductiu.
A més, creuen que la matemàtica és la ciència per excel·lència i en fan la primera divisió.
També fan la primera divisió dels tipus de nombres. Els agrupen en dos tipus clarament diferenciats: nombres parells (considerats masculins) i nombres imparells (femenins). Aquí s'exposa una llista del significat que donaven els pitagòrics als nombres de l'1 al 10:
- El nombre u és el generador dels nombres i el nombre de la raó.
- El nombre dos és el primer nombre parell o femella i el nombre de l'opinió.
- El tres és el primer nombre mascle pròpiament dit o el nombre de l'harmonia, i està compost de la unitat i de la diversitat.
- El quatre és el nombre de la justícia o de la retribució, i indica l'arranjament de comptes.
- El cinc és el nombre del matrimoni, unió dels dos primers nombres mascle i femella pròpiament dits.
- El sis és el nombre de la creació.
- El deu o tetractys (τετρακτύς) era el nombre més sagrat de tots, ja que representava el nombre de l'univers i incloïa la suma de totes les possibles dimensions geomètriques 10=1+2+3+4 (1: punt, 2: recta, 3: pla, i 4: espai).

Cal considerar com un tribut a l'abstracció en la matemàtica pitagòrica el fet que la veneració pel nombre deu no fos dictat per l'anatomia de les mans o els peus de l'ésser humà.
A més d'això, també inventen la denominació de nombres amics i nombres perfectes. Un nombre és perfecte quan és igual a la suma dels seus divisors. Per exemple, el 6 és perfecte perquè 6 =1+2+3; el 28 també perquè 28 = 1+2+4+7+14. Curiosament, moltes preguntes respecte a aquests nombres estan encara obertes; no se sap si n'hi ha un nombre finit o no, i encara més, no s'ha trobat mai (ni mitjançant l'ordinador) cap nombre perfecte senar, però no se sap si existeixen o no. Fins i tot podria haver-n'hi infinits. Els dos següents nombres perfectes són 496 i 8.128.
Euclides, al segle VI aC, va aconseguir-ne la demostració: 
2ⁿ−¹(2ⁿ − 1) és un nombre perfecte.
per a n = 2: 21(22 − 1) = 6
per a n = 3: 22(23 − 1) = 28
per a n = 5: 24(25 − 1) = 496
per a n = 7: 26(27 − 1) = 8128
També cal esmentar el teorema de Pitàgores, que encara té gran importància en el càlcul dels catets o la hipotenusa d'un triangle rectangle (h²= b²+c²). Cadascun dels valors naturals que poden prendre les lletres per complir aquest teorema s'anomena terna pitagòrica. Van ser estudiades moltes de les ternes pitagòriques, tot i que hi ha infinites possibilitats que corresponen a infinits nombres, cosa que impossibilitava la tasca.
Com a curiositat, també podem parlar de la famosa regla de Pitàgores, que ens serveix per a calcular el quadrat d'un nombre. Posarem una sèrie d'exemples per tal de deixar clar el procediment:
El primer nombre imparell és: 1
El nombre 1 té per quadrat: 1
El dos primers nombres imparells són: 1,3
El nombre 2 té per quadrat: 1+3= 4
Els tres primers nombres imparells són: 1,3,5
El nombre 3 té per quadrat: 1+3+5= 9
Els quatre primers nombres imparells són: 1,3,5,7
El nombre 4 té per quadrat: 1+3+5+7= 16
Els cinc primers nombres imparells són: 1,3,5,7,9
El nombre 5 té per quadrat: 1+3+5+7+9= 25
I així, successivament, passa amb tots els nombres.
És a dir, que el quadrat d'un nombre n és igual a la successió aritmètica 1+2n sempre que n siguin valors enters i no siguin negatius.
Un altre fet a destacar és que el seu secret més ben guardat va ser el descobriment de l'arrel de 2.
La van descobrir a partir del triangle rectangle amb dos catets de mesura 1. En buscar 
la hipotenusa mitjançant el teorema de Pitàgores, els sortia aquest nombre incalculable, que va donar lloc a un nou tipus de nombres, els irracionals.
Els pitàgorics mai van arribar a transmetre aquest fet, i era considerat una greu falta fer-ho, ja que el saber que un segment limitat tenia un nombre infinit de punts feia entrar en crisi tota la construcció filosòfica dels pitagòrics.

### Escola eleàtica
Va ser una escola fundada al segle v aC per Parmènides d'Elea. Pel que fa a les matemàtiques, el personatge més destacat d'aquesta escola és Zenó, que va ser deixeble del fundador de l'escola. Zenó va destacar per ser un crític de les teories dels pitagòrics. Va fer paradoxes sobre plantejaments pitagòrics, com serien la suma de punts, el temps com a suma d'instants i el moviment com a suma de punts.
Un exemple d'això és la famosa paradoxa d'Aquil·les:
Aquil·les "el dels peus lleugers" persegueix una tortuga. Si ho dibuixem en un segment:
A________T________X
El punt A representa Aquil·les i el punt T la tortuga. Al punt X és quan Aquil·les ha d'atrapar la tortuga. A partir d'aquest segment, cada punt que recorre Aquil·les és un punt A' que es troba entre A i X. Respectivament, cada punt on es troba la tortuga durant la persecució és un punt T', que es troba entre T i X. Per tant, de cada punt A' entre A i X correspon només un punt determinat T' de T i X. Per això, podem dir que hi ha els mateixos punts entre A i X que entre T i X. Això vol dir que o bé admetem que AX i TX no consten de punts, o bé hem de reconèixer que Aquil·les mai atraparà la tortuga.
Zenó, convençut que ningú s'atrevirà a dir que Aquil·les no atraparà la tortuga, deixa com a certa l'opció que un segment no consta de punts, falsejant una creença de Pitàgores.
Cal observar que hi havia una relació entre els estudiosos d'aquesta escola i els sofistes.

## Període hel·lenístic

### Escoles d'Atenes

#### L'Acadèmia
Va ser fundada per Plató, que en va ser el màxim exponent, al segle iv aC. A l'entrada, hi posava "ningú que ignori geometria pot entrar sota el meu sostre". Amb aquesta frase, ja podem deduir que eren estudiosos de la geometria i que dins de la matemàtica es decantaven per aquest àmbit. Una altra idea de Plató és "Déu geometritza constantment".
Euclides va assignar a Plató els següents descobriments:
1. El mètode analític de demostració.
2. Una solució de l'equació pitagòrica.
3. El problema de la duplicació del cub.

Tanmateix, Plató atribueix tots els seus descobriments als coneixements que Sòcrates va transmetre-li. La influència que va tenir aquest filòsof en la ciència (principalment filosofia i matemàtiques) va ser molt gran, tant en l'aparició d'altres mestres com Aristòtil, al qual ell va ensenyar, o en el seu transcurs, com es veu en el nom amb què es va batejar els políedres regulars (cossos platònics). A més, gràcies al seu pensament, es va aprendre a diferenciar la part abstracta dels nombres de la seva aplicació.

#### El Liceu
El Liceu té com a màxim representant Aristòtil, deixeble de Plató. A diferència de Plató, aquest fa crítica del pensament del seu mestre. A més, també és crític amb alguns mètodes pitagòrics. Tot i així, també valora la seva dedicació per les matemàtiques. Aquesta discrepància que fa amb el seu mestre li fa contemplar la seva pròpia concepció de la realitat. Per això, posa de moda el terme Physis, que no significa més que això: una pròpia manera de veure la ciència.
Tot i les seves aportacions lògiques, Aristòtil no va ser matemàtic "professional". La majoria d'aquestes aportacions es troben concentrades en la seva obra més popular: Organon.

#### Escola de Cíclic
El màxim representant n'és Èudox, que va néixer a la ciutat de Cíclic. Va ser astrònom, geòmetra i legislador. Va ser deixeble de Plató fins que va decidir fundar la seva pròpia escola a la seva ciutat natal. Va ser l'escola que probablement menys importància va tenir, però va tenir dues aportacions importants: la teoria de proporcionalitat i el mètode d'exhaustió.
Teoria de proporcionalitat: dues magnituds tenen raó mútua quan es pot trobar un múltiple de la menor que excedeixi la més gran.
Mètode d'exhaustió: per demostrar que una quantitat o figura A és igual que una quantitat o figura B, cal demostrar que A no és ni menor ni major que B.
A més, va solucionar els tres problemes clàssics, que són:
- La quadratura del cercle
- La duplicació del cub
- Trisecció d'un angle

#### Escola d'Alexandria
És l'etapa en què la ciència grega arriba a la seva màxima esplendor, i la matemàtica pren gran autonomia respecte a la filosofia. Amb la mort d'Alexandre el Gran, el seu imperi es fragmentà entre els seus generals i apareixen altres focus culturals a banda de la gran Atenes. Això també es recolza per la ruptura d'un altre gran imperi com és el persa, provocant l'expansió cap a l'Orient de Grècia, que beneficia el desenvolupament d'escoles de medicina i filosofia.
Alguns d'aquests focus importants són ciutats com Rodes o Alexandria, d'on apareixen il·lustres personatges (Euclides, Arquimedes, Apol·loni). La ciutat on van crear-se més escoles i van donar importància a ciències com la matemàtica, filosofia, astronomia, mecànica, etc., és Alexandria. Alhora, és d'on sorgeixen més escoles i, per tant, on més savis acudeixen.

##### Euclides
Es creu que Euclides va néixer al segle iii aC. L'obra més important d'aquest són els Elements d'Euclides, un conjunt de llibres que va tenir molta repercussió en el desenvolupament de la matemàtica. Els Elements, tot i ser una obra pròpia d'Euclides, és la recopilació de més de tres segles d'investigacions profundes i detallades (època anomenada edat "heroica de les matemàtiques") i ha servit de referència per als creadors de la ciència moderna, ja que ha influenciat indiscutiblement sobre científics com Newton, Kant, Galileu…

##### Arquimedes
També nascut al segle iii aC, a Siracusa, i provinent d'una família d'estudiosos. Els primers passos com a gran matemàtic, els fa gràcies al seu pare, i després es perfecciona al costat d'altres grans científics a Alexandria. La gent admirava els seus invents i, per això, es va convertir en un dels personatges més populars del poble. A l'última etapa de la seva vida, va lluitar per defensar la seva ciutat contra els romans creant diferents armes i màquines, i també va crear altres invents per propiciar el benestar del poble.
Les obres d'Arquimedes van ser principalment escrites en format de carta. Han arribat a les nostres mans deu grans obres i d'altres de més petites, totes tractaven sobre matemàtiques i les seves aplicacions a la física i la mecànica. Algunes de les obres són:
- El llibre dels suports
- Sobre les figures planes
- Sobre els cossos que floten

##### Apol·loni
Va néixer al voltant de 202 aC. Va estudiar a Alexandria igual que Euclides i Arquimedes, i va escriure vuit llibres, dels quals els 4 primers tracten sobre la Teoria general de les còniques, i van ser els més importants. Els altres se'n poden considerar monografies i es refereixen a propietats especials.
En les obres còniques, introdueix termes com la hipèrbola, la paràbola i lel·lipse a la secció del con. També se li atribueixen altres descobriments com el del rellotge solar.
Altres escrits d'Apol·loni són:
- Sobre les seccions de la raó
- Sobre les seccions determinades
- Sobre les seccions de l'espai
- Problemes relacionats amb llocs geomètrics

Els grecs classifiquen els llocs geomètrics en 3:
- llocs plans: rectes i circumferències
- llocs sòlids: sòlids
- llocs lineals: còniques i altres línies

A Apol·loni, se li atribueix l'estudi dels llocs plans, a més d'altres com el pla inclinat. També se li atribueixen, dels escrits dels Elements, el de la quadratura del cercle, el dels poliedres regulars...

## Període grecoromà
També anomenat de la decadència, ja que acaba amb la conquesta romana.
Destaca la figura de Ptolemeu. Va néixer al segle I dC a Egipte. Sempre va viure i estudiar a Alexandria. Es va centrar a informar-se sobre tots els detalls de l'espai, com a astrònom que era, ja que era un empirista, i buscava recollir tota la informació possible sobre la posició geomètrica que formaven els planetes entre si per intentar preveure'n moviments i les seves respectives conseqüències en un futur.
Creia fermament en la teoria aristotèlica (que la Terra era al centre de l'univers, i tot l'espai girava al seu voltant), ja que ell mateix la va impulsar. Per això, va tenir gran importància aquesta teoria fins al segle xv. També va ser un gran òptic, gràcies a descobriments importants com el de la reflexió i refracció de la llum. Va aplicar els seus coneixements d'astronomia a l'astrologia.